# Кимайо, Эдвин
Эдвин Кимайо — кенийский бегун на длинные дистанции. На Берлинском полумарафоне 2009 года занял 10-е место с результатом 1:01.04. В 2010 году занял 9-е место на Энсхедском марафоне. На Берлинском марафоне 2011 года занял 3-е место, установив личный рекорд 2:09.50.